# ألان ك. بيدرسن
ألان ك. بيدرسن هو شخصية أعمال دنماركي، ولد في 7 فبراير 1962 في Søndersø Municipality ‏ في الدنمارك.